# سرافینا و عصای مارپیچ
سرافینا و عصای مارپیچ (انگلیسی: Serafina and the Twisted Staff) یک رمان تخیلی و فانتزی آمریکایی نوشته رابرت بیتی، که در سال ۲۰۱۶ منتشر شده است. این دومین رمان از سری سرافینا و دنبالۀ سرافینا و شنل سیاه است. این کتاب به ماجراهای ترسناک سرافینا دوازده ساله، موش‌گیر املاک بیلتمور ادامه می‌دهد، زیرا او با بهترین دوستش بریدن واندربیلت برای نجات مردم و حیوانات بیلتمور و جنگل‌های اطراف از یک سری حملات شوم کار می‌کند. برای شکست دادن این موجود شیطانی قبل از اینکه خانه او و کسانی که به آن‌ها اهمیت می‌دهد را نابود کند، او باید در اعماق درون جستجو کند تا سرنوشتی که در انتظارش است را کشف کند و در آغوش بگیرد.